# Der Bruch
Der Bruch ist eine deutsche Kriminalfilmkomödie der DEFA von Frank Beyer aus dem Jahr 1988.

## Handlung
Berlin im Jahr 1946: Im kalten Winter planen der frühere Marinesoldat und jetzige Lebemann Walter Graf und der Kriminelle Erwin Lubowitz den Coup ihres Lebens. Sie wollen mehrere Tageseinnahmen der Reichsbahn aus dem Tresor der Deutschen Verkehrs-Kredit-Bank stehlen, die normalerweise als Lohngelder ausbezahlt werden. Als Vorbereitung haben sie bereits die Oberräume des Gebäudes gemietet und darin ein falsches Immobilienbüro eröffnet. So spionieren sie die Gegend aus. Da Walter keine Erfahrung hat und Erwin in der Vergangenheit immer nur als Handlanger bei großen Coups mitmachen durfte, sucht Erwin den alten Profi Bruno Markward auf. Der hatte bis 1945 weite Teile seines Lebens im Gefängnis verbracht – unter anderem durch Erwins Unvermögen und den Verrat seiner ersten, inzwischen verstorbenen Frau – und wollte sich eigentlich zur Ruhe setzen. Angesichts der hohen Geldsumme steigt er in den geplanten Bruch ein.
Das Trio versucht zunächst vergeblich, einen Tunnel zum Tresor zu graben. Es zeigt sich Grundwasser und der junge Bauarbeiter Bubi, der den Tunnel graben sollte, wird nach kurzer Zeit entlohnt und weggeschickt. Bubi wiederum ist mit dem jungen Julian befreundet, doch die Freundschaft wird auf die Probe gestellt, als sich beide in die Friseurin Tina verlieben. Die wiederum geht mit Walter aus und Julian sieht sie mit ihm, Erwin und dem Schieber Pinske in einer Bar. Über einige Zu- und Zwischenfälle wird Julian Polizeischüler, während Bubi indirekt am Bruch beteiligt ist. Der glückt schließlich unter Mithilfe verschiedener Personen: Bruno weiß, dass das Bankgebäude um 1943 verkürzt wurde, während die Tresorräume intakt blieben. Sie steigen nun über ein Nebengebäude direkt in den Tresorraum ein. Pinske besorgt das Schweißgerät von Dombrowski, während der Travestie-Künstler Müller das Fluchtauto fährt. Am nächsten Tag berichten die Zeitungen, dass über eine Million Reichsmark gestohlen wurden.
Obwohl Walter, Erwin und Bruno die größte Vorsicht walten lassen, kommt man ihnen bald auf die Schliche. Grund ist unter anderem das auf den Namen Graf und Lubowitz zugelassene Immobilienbüro, das sie verdächtig macht. Zudem erkennt Julian Lubowitz auf einem Fahndungsfoto als einen der Männer wieder, den er einst mit Tina in der Bar gesehen hat. Die Spur jedoch führt ins Leere, weil Erwin bereits aus seiner Wohnung ausgezogen ist. Bei der Suche nach Walter Graf kommen die Ermittler irgendwann zu Grafs Ehefrau Anita, die zwar nicht weiß, wo Walter steckt, als anonyme Tippgeberin jedoch Pinske als einen der Mitwisser verrät. Pinske wiederum verrät Dombrowski und Bruno, dessen Anteil an der Beute bald im Grab seiner ersten Ehefrau entdeckt wird. Nun gibt auch Bruno seine Tat zu und verrät Müller, in dessen Bett sich Walter befindet. Bubi wiederum kann durch Julians Hilfe entkommen. Nur Erwin scheint wie vom Erdboden verschluckt. Schließlich ist es der junge Julian, der Erwin auf der Straße wiedererkennt. Obwohl dieser einen Bart trägt und einen falschen Pass vorweisen kann, wird er von Julian verhaftet.

## Produktion
Die Dreharbeiten zu Der Bruch fanden vom 23. März bis zum 2. Mai 1988 in Berlin und Potsdam statt. Der Film erlebte am 19. Januar 1989 im Berliner Kosmos seine Uraufführung. Am 17. August 2009 erschien der Film bei Icestorm auf DVD.
Der Bruch beruht auf dem authentischen Fall des Einbruchs der Bande um Walter Pannewitz in die Eisenbahnverkehrskasse der Reichsbahndirektion Berlin im November 1951 und ist offensichtlich ein Remake des TV-Zweiteilers Das Millionending - Rififi in Berlin (Regie: Helmuth Ashley) aus dem Jahr 1966.
Im Film wurde das Geschehen in die Viersektorenstadt Berlin und die SBZ des Jahres 1946 verlegt. Frank Beyer besetzte seinen Bruder Hermann Beyer, der den Kommissar Kollmorgen spielt, hier in einer großen Rolle, nachdem er ihn bereits in Jakob der Lügner als Episodendarsteller beschäftigt hatte. Sänger Jürgen Walter ist als Travestiekünstler zu sehen und singt den von Wolfgang Kohlhaase geschriebenen Tango Tango für Paul.

## Kritik
Das Lexikon des internationalen Films schrieb, dass der Film „mit Mitteln der Kriminalkomödie auch die Widersprüchlichkeiten der damaligen gesellschaftspolitischen Konstellationen ironisch beleuchtet. Ausgezeichnet gespielt, bis ins Detail sorgfältig ausgestattet, mit äußerst witzigen Dialogen.“
Für den Spiegel war Der Bruch eine „Rififi-Geschichte“ und „eine nostalgische Kriminalkomödie mit einem glänzenden Dialog (den macht dem DDR-Autor Wolfgang Kohlhaase nicht so leicht jemand nach) und einer wehmütigen spöttischen Zuneigung zu den (hervorragend gespielten) Nachkriegsberlinern auf beiden Seiten des Gesetzes. Deutsche Geschichte, in einem Einbruch aufgebrochen, kurz nachdem Berlin in Trümmer und kurz bevor die Einheit Berlins zu Bruch ging.“
Andere Kritiker nannten den Film „eine vergnügliche, lakonisch und sozial prägnant erzählte Geschichte“.

## Auszeichnungen
Wolfgang Kohlhaase erhielt für den Film 1989 den Kunstpreis des FDGB. Im Jahr 1990 wurden Frank Beyer und Wolfgang Kohlhaase mit dem Ernst-Lubitsch-Preis ausgezeichnet.
Der Film lief außer Konkurrenz auf der Berlinale 1989 und war 1990 sowohl auf dem Internationalen Filmfestival Kalkutta als auch auf der Internationalen Filmwoche Verona zu sehen.
Die DDR vergab für den Film das staatliche Prädikat „Wertvoll“. Die Deutsche Film- und Medienbewertung (FBW) vergab für den Film das Prädikat „Besonders Wertvoll“.